# Myotis aelleni
Myotis aelleni es una especie de murciélago de la familia Vespertilionidae. Se encuentra solo en Argentina. Puede que sea la misma especie que M. chiloensis.